# Kostel Nanebevzetí Panny Marie (Mladá Vožice)
Kostel Nanebevzetí Panny Marie, někdy také kaple Nanebevzetí Panny Marie, v Mladé Vožici je kulturní památka České republiky. Mimo vlastní budovu kostela je památkově chráněno kamenné schodiště k vchodu do kostela a křížová cesta se zděnými kapličkami.
Na místě, kde dnes stojí kostel, stával mladovožický hrad, který byl poničen (vypálen) v husitských válkách. Kostel byl postaven v roce 1646, a to v raně barokním stylu; stavebníkem byl Kryštof Karel Přehořovský z Kvasejovic. Kněžiště (presbytář) pochází z roku 1827.
Kapličky křížové cesty jsou pozdně klasicistní; byly opravovány v letech 1975 a 2001. Obrázky v kapličkách pocházejí z 2. poloviny 90. let 20. století.

## Interiér
Rokokový obraz s vyobrazením Nanebevzetí Panny Marie, který je na hlavním oltáři, namaloval František Kristian Waldherr. V presbytáři je hrobka Küenburgů. Jsou zde dva náhrobníky od Václava Prachnera. Na stěnách kostelní lodi jsou nástěnné malby z 1. poloviny 19. století, které znázorńují dvanáct apoštolů.